# Den sidste Dans
Den sidste Dans er en dansk stumfilm fra 1923, der er instrueret af A.W. Sandberg.

## Handling
Skovfogedens søn, Søren, bliver forelsket på et ophold i hovedstaden i en danserinde.

## Medvirkende
- Philip Bech - Grev Wrangel til Wrangelsborg
- Else Nielsen - Komtesse Polly, Wrangels datter (barn)
- Grethe Rygaard - Komtesse Polly, Wrangels datter (voksen)
- Martin Herzberg - Søren Bastrup (som barn)
- Aage Fønss - Søren Bastrup (som voksen)
- Clara Schønfeld - Madam Bastrup, Sørens mor
- Karina Bell - Stella Mignon
- Peter Malberg - Baron von Dangell
- Torben Meyer - Herr von Schneppen
- Peter Nielsen - Oberst Brüde
- Hjalmar Schønfeld - Herredsfoged Barth
- Holger Pedersen - Alexander
- Amanda Lund - Alexanders mor
- Aage Hertel - Ludvigsen